# 룩셈부르크의 국장

룩셈부르크의 국장

룩셈부르크의 국장은 룩셈부르크를 상징하는 문장이다. 국장의 원형은 중세 림뷔르흐 공국의 문장이다.
왕관이 올려진 망토 가운데에 그려져 있는 방패 안에는 하얀색과 하늘색 두 가지 색으로 구성된 열 개의 가로 줄무늬 바탕에 금색 왕관을 쓴 빨간색 사자 문양이 그려져 있다. 방패 위쪽에는 왕관이 올려져 있으며 방패 양쪽에는 왕관을 쓴 두 마리의 사자가 그려져 있다.

## 그 외의 문장

룩셈부르크의 중형 국장
룩셈부르크의 소형 국장
룩셈부르크의 대공 전용 국장

## 같이 보기
- 룩셈부르크의 국기